# The Lottery Man (film 1919)
The Lottery Man è un film muto del 1919 diretto da James Cruze. Prodotto dalla Famous Players-Lasky Corporation, aveva come interpreti Wallace Reid, Harrison Ford, Wanda Hawley, Fanny Midgley, Sylvia Ashton, Marcia Manon, Wilton Taylor.
La sceneggiatura di Elmer Harris e Frank Urson si basava sull'omonimo lavoro teatrale di Rida Johnson Young, già portato sullo schermo da un altro The Lottery Man, diretto dai fratelli Leopold e Theodore Wharton nel 1916.

## Trama
Foxhall Peyton, proprietario del giornale locale, presta con riluttanza a Jack Wright, suo vecchio amico del college e sempre a corto di quattrini, cinquecento dollari. Come condizione, pone quella di chiedergli di scrivere per il giornale una storia che lo aiuti ad aumentarne le vendite. I cinquecento dollari finiscono subito in fumo, investiti malamente in borsa e Peyton suggerisce l'idea di lanciare una lotteria il cui premio sarà lo stesso Jack, proposto come marito della donna che presenterà il biglietto vincente. Mentre centinaia di migliaia di donne di diverso tipo ed estrazione sociale partecipano alla lotteria, Jack si innamora della cugina di Foxhall, Helen Heyer. Ma lei, dopo che Jack non si è dimostrato capace di annullare la lotteria, lo lascia accusandolo di essere un essere venale.

Il sorteggio ha intanto luogo in mezzo a folle scalmanate: la vincitrice sembra essere Lizzie Roberts, una vecchia domestica, ma Nora, la cameriera di Jack, dimostra che l'altra le ha rubato il biglietto. Poiché però Nora è innamorata del maggiordomo, è disposta a vendere a Jack il biglietto per metà del ricavato della lotteria. Presentandosi a Helen, Jack porta con sé una valigetta che, aperta, rivela il suo contenuto: centinaia di biglietti che lui stesso aveva acquistato, dimostrando così che il suo amore per la ragazza valeva molto di più del vile denaro.

## Produzione
Il film, prodotto dalla Paramount Pictures (come Famous Players-Lasky Corporation), era l'adattamento di un lavoro teatrale di Rida Johnson Young andato in scena in prima al Bijou Theatre di Broadway il 6 dicembre 1909.

## Distribuzione
Il copyright del film, richiesto dalla Famous Players-Lasky Corp., fu registrato il 6 settembre 1919 con il numero LP14194.
Distribuito dalla Paramount Pictures (come Famous Players-Lasky Corporation), il film - presentato da Jesse L. Lasky - uscì nelle sale cinematografiche statunitensi il 12 ottobre 1919 dopo essere stato presentato in prima a New York il 28 settembre 1919. In Danimarca, fu distribuito il 16 gennaio 1922 con il titolo Lotteri-manden; in Svezia, prese quello di Lotterimannen, in Spagna, quello di El premio gordo.
Non si conoscono copie ancora esistenti della pellicola che viene considerata presumibilmente perduta.